# Hans Christian Ørsted
Hans Christian Ørsted (n. 14 august 1777, Rudkøbing, regiunea Syddanmark, Danemarca – d. 9 martie 1851, Copenhaga, Danemarca) a fost un fizician și chimist danez, care a influențat filosofia post-kantiană și progresul științei în secolul al XIX-lea.  Este cunoscut pentru descoperirea relației dintre electricitate și magnetism cunoscută ca electromagnetism.

## Biografie
S-a născut în orășelul Rudkøbing, în insula daneză Langeland. Hans Christian Ørsted a început să fie interesat de știință încă de mic, când lucra pentru tatăl său, care avea o farmacie. Mijloacele materiale modeste ale părinților nu-i permiteau să frecventeze cu regularitate școala. Era nevoit să învețe singur din diverse cărți, uneori și cu câte un profesor particular.
În 1793 își începe studiile la Universitatea din Copenhaga⁠(d). Era interesat foarte mult de elementul galvanic descoperit de Volta. Între 1801 și 1804 a realizat o călătorie de studii prin universitățile germane, unde a făcut cunoștință cu numeroși savanți de renume. La întoarcerea în Danemarca, a fost numit profesor de fizică și chimie la Universitatea din Copenhaga, unde a continuat să predea, cu unele întreruperi, aproape toată viața.
Din 1815 până la moarte a fost secretar al Societății Științifice Daneze. 
În 1817 era numit profesor titular de fizică și membru al administrației din Copenhaga.
În 1829, Oersted, pe lângă funcția deținută la Universitate, a fost numit în funcția de director al Școlii Politehnice municipale. În cercetarea științifică a continuat cu lucrări de chimie și a studiat condensabilitatea gazelor și a lichidelor.

## Electromagnetism

Hans Christian Ørsted, Der Geist in der Natur, 1854

Prima legatură între magnetism și electricitate este făcută în 1820. Pe când se pregătea pentru o conferință pe care urma să o țină, a descoperit că acul magnetic al busolei devia de la nordul magnetic ori de câte ori acționa întrerupătorul unui circuit electric alimentat de la o pilă voltaică.

Efectul magnetic al curentului electric

Întâmplarea l-a convins despre faptul că în jurul unui fir prin care trece curent electric se creează un câmp magnetic care se propagă uniform în toate direcțiile. Astfel a ajuns la concluzia că există o legătură între electricitate și magnetism. (Notă: totuși, primul care a semnalat efectul câmpului electrostatic din jurul unei pile voltaice asupra unui ac magnetic a fost Gian Domenico Romagnosi în 1802. Articolul lui, dintr-un ziar italian, nu a fost luat în seamă la vremea aceea.)
Inițial Ørsted nu a putut da o explicație satisfăcătoare fenomenului și nici nu a încercat să îl prezinte sub formă matematică. După trei luni și-a intensificat cercetările. Ulterior a scris despre câmpul magnetic pe care îl produce trecerea curentului electric printr-un conductor.
În 1820 publică lucrarea, în limba latină, denumită Experimente referitoare la efectul curentului electric asupra acului magnetic, în care reunea toate rezultatele experimentelor sale și care au dus la descoperirea acțiunii magnetice a curentului electric și, prin aceasta, la descoperirea electromagnetismului. Această descoperire i-a impulsionat pe Georg Simon Ohm, André-Marie Ampère și Michael Faraday în realizarea marilor lor descoperiri și a adus în fizică un nou domeniu de cercetare—studiul fenomenelor electromagnetice.
Pe baza descoperirii lui Hans Christian Oersted, Schweiger și Poggendorf au realizat instrumente pentru măsurarea curentului electric.
Această descoperire a lui Ørsted a reprezentat un pas major către conceptul unificat despre energie.

## Aluminiu

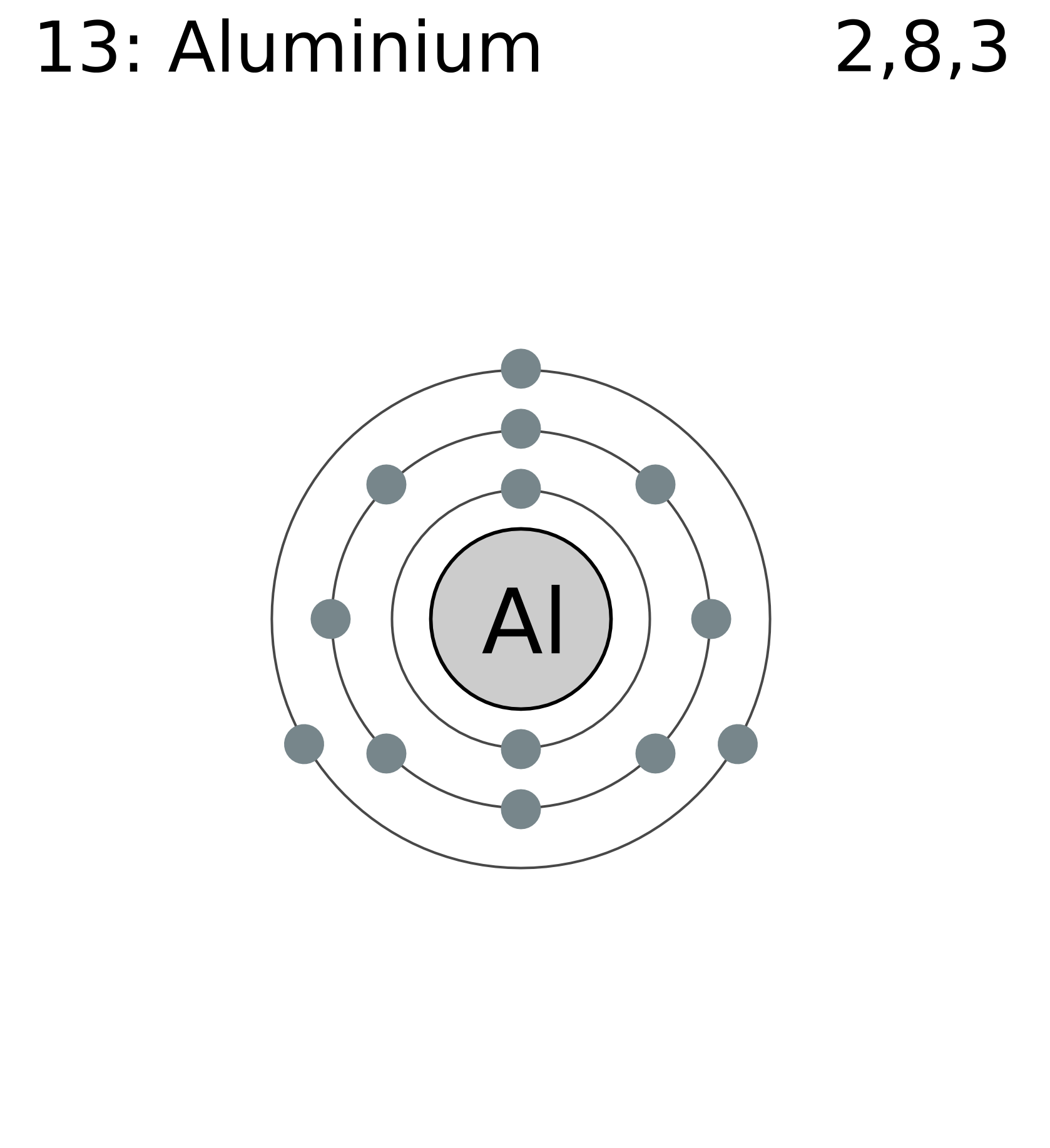
Modelul atomic

În 1825, Ørsted a adus o contribuție semnificativă în chimie prin crearea de aluminiu pentru prima dată. În timp ce un alt aliaj aluminiu-fier a fost descoperit de omul de știință și inventator britanic Humphry Davy, Ørsted a fost primul care a izolat elementul.

## Poezie
Ørsted a  fost de asemenea scriitor și poet. Seria lui de poezii "Luftskibet" ( "The Airship") a fost inspirată de zborul cu balonul a colegului său fizicianul și, pentru o perioadă, magicianul Étienne-Gaspard Robert.

## Moartea sa și moștenirea

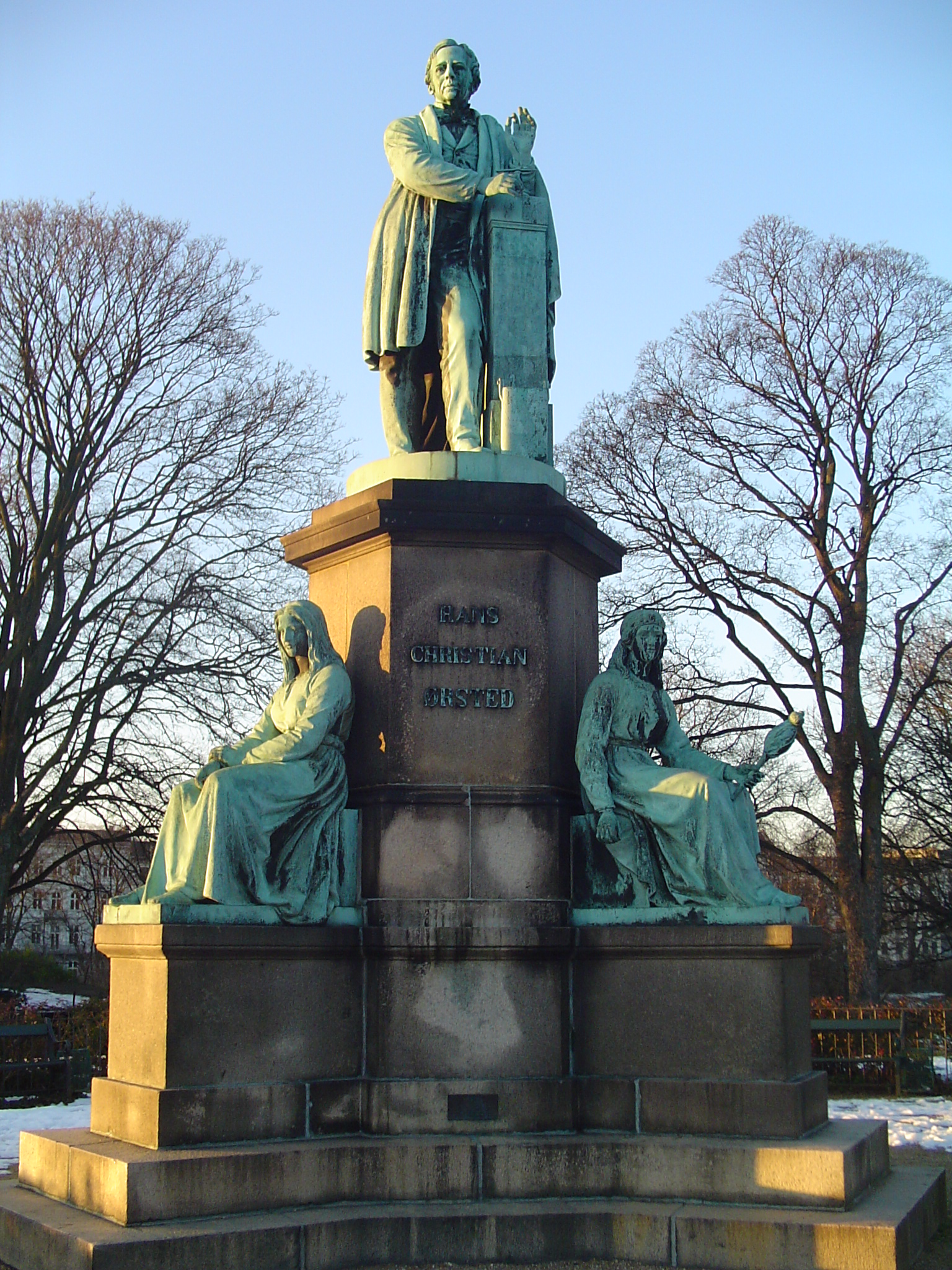
Statuia lui Oersted din Ørstedsparken în Copenhaga

Hans Christian Ørsted a murit în 1851 și a fost înmormântat în Cimitirul Assistens din Copenhaga.
În cinstea lui, numele său a fost dat unității de măsură pentru intensitatea câmpului magnetic, căreia îi corespunde, în vid, o inducție magnetică de 1 gauss. Astăzi Oerstedul este unitate tolerată pentru că în sistemul internațional unitatea pentru intensitatea câmpului magnetic este amperul pe metru (A/m).

## Legături externe
- Physics Tree: Hans Christian Ørsted Details
- Interactive Java Tutorial on Oersted's Compass Experiment National High Magnetic Field Laboratory
- The soul in nature : with supplementary contributions, London: H. G. Bohn, 1852.
- Hans Christian Ørsted la Find a Grave
- „Oersted, Hans Christian”. Encyclopedia Americana. 1920.